# Jiří Maštálka

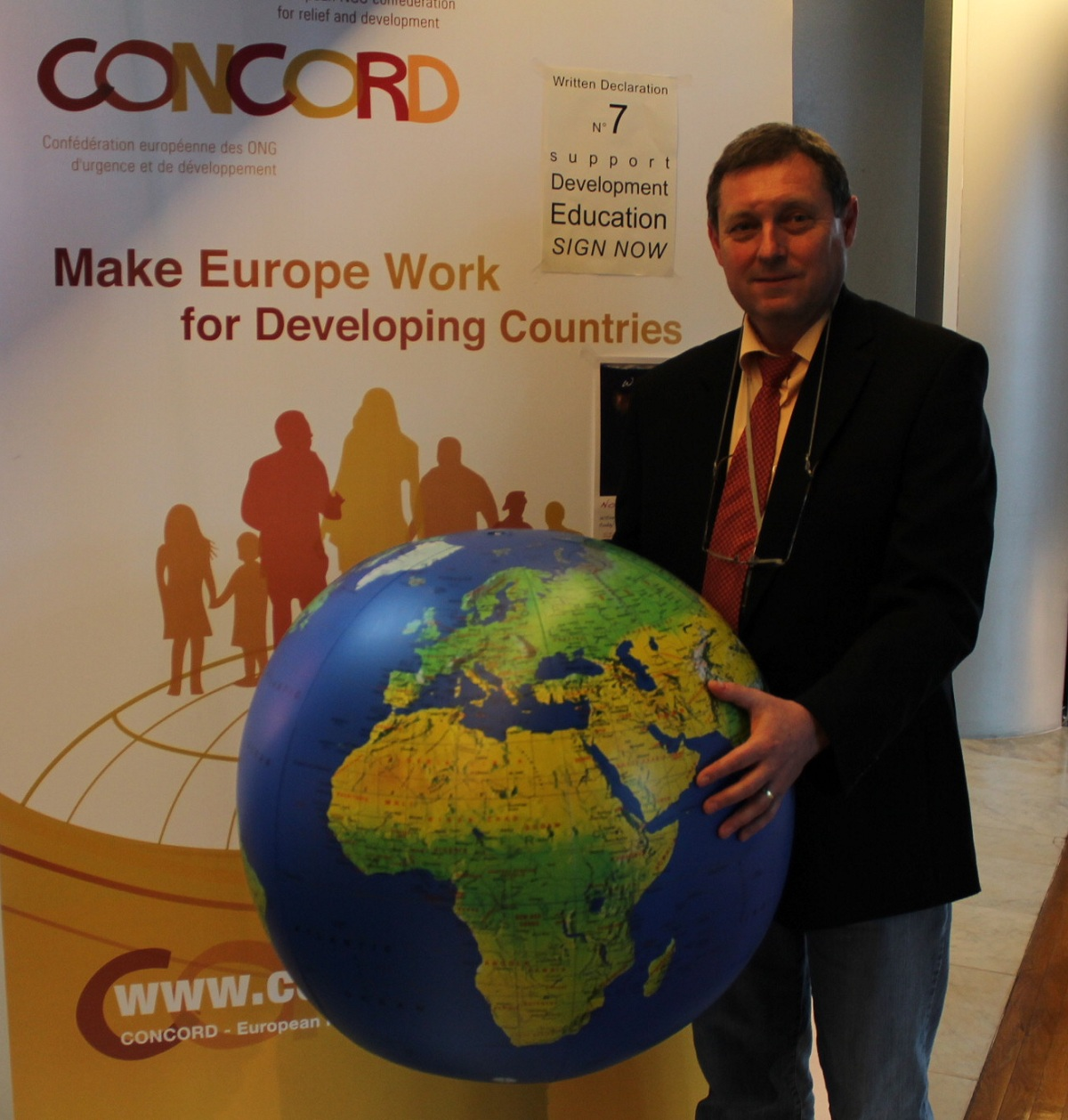
Jiří Maštálka

Jiří Maštálka (* 3. Januar 1956 in Sušice) ist ein tschechischer Politiker und Mitglied des Europäischen Parlaments für die Kommunistische Partei Böhmens und Mährens. Er ist im Europäischen Parlament Mitglied der Fraktion der Vereinten Europäischen Linken/Nordischen Grünen Linken (GUE/NGL).
Maštálka ist Arzt von Beruf, verheiratet, mit zwei Kindern. Er hat das Wolgograder und Kiewer Medizinische Institut abgeschlossen. Er wurde 2004 zum ersten und 2009 zum zweiten Mal ins Europäische Parlament entsandt. Im Januar 2016 wurde er mit dem Orden der Freundschaft ausgezeichnet.